# Paracedicus turcicus
Espèce
Paracedicus turcicus est une espèce d'araignées aranéomorphes de la famille des Desidae.

## Distribution
Cette espèce est endémique de la province de Muş en Turquie,. Elle se rencontre vers Korkut.

## Description
Le mâle holotype mesure 5,83 mm et la femelle paratype 6,11 mm.

## Systématique et taxinomie
Cette espèce a été décrite par Gündüz en 2023.

## Étymologie
Son nom d'espèce lui a été donné en référence au lieu de sa découverte, la Turquie.

## Publication originale
- Gündüz, 2023 : « A new species of Paracedicus Fet, 1993 (Araneae, Desidae) from Turkey. » Biodiversity Data Journal, vol. 11, no e109714, p. 1-13 (texte intégral).